# NGC 6655
NGC 6655 est une paire d'étoiles située dans la constellation de l'Écu de Sobieski. L'astronome allemand August Winnecke a enregistré la position de cette paire en juin 1855.